# Szent arkangyalok templom (Felsőgáld)
A felsőgáldi Szent arkangyalok templom műemlék Romániában, Fehér megyében. A romániai műemlékek jegyzékében az AB-II-m-A-00220 sorszámon szerepel.